# Blackout (comics)
Pour les articles homonymes, voir Blackout.
Blackout est le nom de code de deux super-vilains appartenant à l’univers de Marvel Comics. Marcus Daniels, le premier Blackout, est apparu pour la première fois dans le comic book Nova no 19, en 1978. Le second Blackout est un hybride humain-démon qui est apparu pour la première fois dans Ghost Rider vol.2 no 2, en 1990. Ce dernier est un ennemi de Ghost Rider.

## Blackout (Marcus Daniels)

### Biographie du personnage
Marcus Daniels est né à Flushing, dans le Queens. Il était l’assistant du scientifique Abner Croft, un physicien travaillant sur une machine absorbant l’énergie d’autres dimensions. Croft n’avait aucune considération pour Daniels et ce dernier commença à vouloir tester lui-même l’appareil. À la suite d’un accident, il fut plongé dans l’énergie extra-dimensionnelle (la Darkforce). Bien que Croft voulût le guérir, il s’enfuit.
Il revint pourtant voler le stabilisateur au laboratoire, afin de pouvoir contrôler son pouvoir chaotique. Il commença très vite à avoir des crises de paranoïa aigüe, pensant que Croft l’avait utilisé comme cobaye pour gagner des subsides gouvernementaux.
Alors qu’il allait se venger de Croft, Blackout rencontra Nova / Richard Rider et fut vaincu. Il réussit néanmoins peu après à tuer Croft et son nouvel assistant. Au cours du combat, Blackout détruisit un appareil et disparut dans la Dimension Noire.
Le stabilisateur échoua au Projet Pégasus, un laboratoire gouvernemental de recherche sur l’énergie. À la suite d’une attaque des Hommes de Lave, le stabilisateur fut activé et Blackout réapparut. Il tenta de s’enfuir mais fut forcé de faire alliance avec Opale, qui libéra Le Rhino et Electro. Le quatuor fut stoppé par les Vengeurs et Blackout s’échappa grâce à la Dimension Noire, provoquant presque une catastrophe nucléaire lors de l’ouverture du passage.
Opale (psychiatre dans le civil) suivit Blackout par la suite, car il était toujours mentalement instable. Quand les Vengeurs les retrouvèrent, le duo se téléporta sur la Lune. Ils furent arrêtés par les Inhumains qui les livrèrent aux autorités terrestres.
Quand Opale fut quelque temps plus tard enrôlée au sein des Maîtres du Mal, elle enrôla Blackout, devenu son serviteur. Le Baron Zemo décida lui aussi d’en faire son esclave et le Fixer conçut un dispositif de contrôle mental. Blackout fut le pivot de l’assaut des Maîtres du Mal sur le manoir des Vengeurs quand il téléporta le bâtiment entier dans la Dimension Noire. Le Docteur Druid réussit à faire recouvrer sa raison à Marcus Daniels, qui voulut résister à Zemo mais fut mortellement blessé, victime d’une hémorragie cérébrale.
Son corps fut récupéré par la Commission des Activités super-humaines et placé en stase.
Des années plus tard, Zemo vola le corps et s’en servit comme d’un réceptacle pour y piéger le Smuggler.

### Pouvoirs et capacités
- Blackout fut exposé aux radiations cosmiques, lui donnant le pouvoir de puiser l’énergie de la Dimension Noire (Darkforce). Son costume lui permet de stocker une portion d’énergie sans avoir à ouvrir un trou dimensionnel. Il peut projeter des rafales de force noire.
- En ouvrant des portails vers la Dimension Noire, il a l’équivalent d’un pouvoir de téléportation.
- Il peut aussi créer des formes géométriques solides composées d’énergie noire, sur simple impulsion mentale ; en les faisant léviter, il peut se déplacer dessus.
- À cause de ses allers-retours incessants dans la Dimension Noire, Blackout présente des troubles mentaux le laissant parfois dans un état catatonique. De même, en cas de fatigue, son contrôle sur son pouvoir s’amenuise.
- Blackout est un physicien spécialisé dans l’étude des radiations.

## Blackout, le demi-démon

### Biographie du personnage

#### Ennemi de Ghost Rider (Dan Ketch)
Ce Blackout est un criminel professionnel né avec des capacités surhumaines
Il a été engagé comme assassin par le criminel Deathwatch. Il assassina plusieurs policiers et leur famille avant de combattre Ghost Rider pour la première fois.
Quelque temps plus tard, Deathwatch et Blackout attaquèrent le commissariat du NYPD sur la 75e rue, tuèrent de nombreux officiers et volèrent des cylindres de gaz toxique.
Au cours du combat contre Ghost Rider qui s’ensuivit, Blackout fut défiguré par les flammes infernales après avoir mordu l’épaule du justicier. Il est depuis devenu l’ennemi juré du motard fantôme.
Il enquêta et découvrit l’identité secrète du Rider (Dan Ketch). Infiltré dans un hôpital, il assassina sa jeune sœur Barbara Ketch, alors dans un coma profond, puis continua son entreprise de vengeance en tuant plusieurs amis du jeune homme.
Blackout se cacha dans les égouts où il tua la jeune Pixie, une Morlock, et réussit à échapper à Ghost Rider. Toujours caché dans les égouts, Blackout tua plusieurs ouvriers et fut finalement retrouvé et arrêté par son poursuivant, aidé par Johnny Blaze (le Ghost Rider original) qui le défigura encore plus.
Pourtant, il retrouva vite la liberté car sa caution fut payée par la Firme. On lui demanda de capturer la mère de Dan Ketch, ce qu’il fit. Lors de l’affrontement qui suivit, il blessa mortellement Dan Ketch, alors sous sa forme humaine. Le héros se transforma alors en Ghost Rider et défit le monstre, l’emprisonnant dans un mausolée avec Mr. Stern, un agent de la Firme. Le duo réussit à s’échapper.

#### Membre des Lilin
Quelque temps plus tard, Blackout souffrit de visions où apparaissait la démone Lilith, qui prétendait être sa grand-mère. 
Il retrouva les autres descendants (les Lilin) et avec eux se mit au service de Lilith.
Les Lilin enlevèrent le fils de Johnny Blaze et Blackout affronta Ghost Rider, Morbius, et les Nightstalkers.
L’un de ces derniers, Blade, lui planta son sabre dans l’œil, le tuant sur le coup.
Blackout fut toutefois ramené à la vie plus tard, par Lilith. Il fut poussé par cette dernière à piéger Frank Badilino (Vengeance), puis à menacer de nouveau Dan Ketch. À chaque fois, il fut repoussé.
Traqué par les Midnight Sons, Blackout disparut et se fit refaire le visage. Cependant Ghost Rider le retrouva et l’enchaina au World Trade Center, dans le but de le laisser se consumer au lever du soleil. Toutefois, il fut sauvé par la police et incarcéré.
Pendant le crossover Civil War, on le revit allié au Syndicat de The Hood, contre les Vengeurs. Il fut mis au tapis par le Docteur Strange.

### Pouvoirs et capacités
- Descendant de la démone Lilith, Blackout est un hybride humain-démon, possédant une force, une résistance une rapidité et des réflexes bien supérieurs à ceux d’un être humain.
- Blackout génère en permanence un champ réducteur de lumière, annulant toute source de lumière dans un rayon de plusieurs centaines de mètres. Sa vision est adaptée, et il peut voir dans les ténèbres absolues.
- Ses canines et ses ongles ont été remplacées par des prothèses métalliques, acérées et plus longues que la normale.
- Très bon lutteur et acrobate, c’est un combattant très expérimenté.
- Atteint d’albinisme, Blackout est très sensible à la lumière du jour, qui le fait atrocement souffrir et peut même le tuer.

## Apparitions dans d'autres médias
- Blackout (Marcus Daniels) est apparu dans la série Agents of S.H.I.E.L.D où il est interprété par Patrick Brennan (en).
- Blackout (Lilin) interprèté par Johnny Whitworth est apparu dans le film Ghost Rider : L'Esprit de vengeance où il est un trafiquant d'arme engagé par le diable, qui le transforme en Blackout et lui donne le pouvoir de putréfaction pour affronter Ghost Rider.